# Eddie Clamp
Harold Edwin "Eddie" Clamp (14. september 1934 – 10. november 1995) var en engelsk fodboldspiller, der spillede som højre half. Han var på klubplan primært tilknyttet Wolverhampton Wanderers, med kortere ophold hos Arsenal, Stoke, Peterborough og Worcester. Han vandt to engelske mesterskaber og en FA Cup-titel med Wolverhampton.
Clamp spillede desuden fire kampe for Englands landshold, som han debuterede for 18. maj 1958 i et opgør mod Sovjetunionen. Han var en del af den engelske trup til VM i 1958 i Sverige.

## Titler
Engelsk Mesterskab
- 1958 og 1959 med Wolverhampton Wanderers

FA Cup
- 1960 med Wolverhampton Wanderers